# Lazzaro Grimaldi Cebà

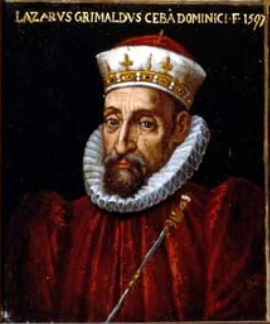
Retrato de Lazzaro Grimaldi Cebà, de autor e data não identificados.

Lazzaro Grimaldi Cebà (Génova, 1520 - Génova, 16 de fevereiro de 1599) foi o 81.º Doge da República de Génova.

## Biografia
Grimaldi Cebà foi eleito como Doge em 7 de dezembro de 1597, o trigésimo sexto na sucessão bienal e o octogésimo primeiro na história republicana, apesar de uma eleição difícil devido aos confrontos dos dois principais partidos liderados por Ambrogio Spinola e Cosimo Centurione, os seus partidários na nomeação, com a outra frente nobre liderada pelo poderoso Giovanni Andrea Doria. O cansaço causado pelos acontecimentos do seu novo cargo como Doge minou a saúde já precária do Grimaldi, tanto que, após alguns dias de cama, ele morreu em 16 de setembro de 1599. O seu mandato terminou, portanto, dez meses antes do término natural do mandato.